# خاتون‌آباد (کرمان)
خاتون‌آباد شهری از توابع بخش مرکزی شهرستان شهربابک در استان کرمان ایران است.

وجود پالایشگاه ذوب مس خاتون‌آباد در این شهر خاتون‌آباد را به یکی از بخش‌های صنعتی تبدیل کرده‌است.در زمان تصدی پست شهرداری خاتون‌آباد توسط پیگیری‌های مهندس نیک طبع، ذوب خاتون‌آباد وارد حریم شهر گردید و برای اولین بار در ایران شورای عالی شهرسازی حریم یک شهر را بیش از 6 برابر محدوده شهر تعیین کردند و باعث شدن این شهر از سود و فواید زیادی از شرکت مس بهره مند شود.
با مساحت ۱۲۱ کیلومتر مربع، از توابع شهرستان شهربابک دراستان کرمان، بین عرض جغرافیایی۳۰ درجه و طول ۵۵َ و ۳۰ درجهٔ شرقی از نصف النهار گرینویچ و در ارتفاع ۱۸۳۷ متراز سطح دریا، با جمعیت تقریبی 5471نفر در ۳۵ کیلومتری جنوب شرق شهربابک قرار دارد. سابقهٔ تاریخی این شهر به حدود۱۲ قرن می‌رسد. در کتب قدیم، از خاتون‌آباد به نام «ده اشتران» یاد شده‌است. از آن جمله، «مَقدَسی» است که در سال ۳۷۵ ه ق از آن نام برده چنین شرح می‌دهد:
«ده اشتران کوچک است و نزدیک آن دهی است. جامعی با یک منارهٔ بلند دارد که در بازاری کوچک است. نهر در پایین شهر روان است و گرد آن، باغ هاست». (۱)
از بیان مقدسی، استنباط می‌شود که خاتون‌آباد، در قرن چهارم شهری بوده آبادتر از شهربابک.
در جلد دهم فرهنگ جغرافیایی ایران آمده‌است: «ده شتران دهی است از دهستان میمند بخش شهربابک شهرستان یزد واقع در ۳۰هزارگزی خاور شهربابک دارای ۱۱۰۴ نفر سکنه. آب آن از قنات است و شغل زنان، کرباس بافی و لبّافی می‌باشد.»(۲).
وجه تسمیهٔ خاتون‌آباد از آن روست که بنیانش به پادشاه خاتون ملقب به صفوه الدین نسبت داده می‌شود؛ وی به لاله خاتون نیز شهرت داشته‌است.
در قدیم، از قریه‌های آباد ناحیهٔ دهشتران و در مجاور آن بوده که نوشته‌اند: وقتی لاله خاتون در خطّهٔ بلوچستان حکومت می‌کرده، به علت توجّهی که به شهربابک داشته و در آبادی خاتون‌آباد زحماتی کشیده است این قریه را به پاس زحمات او خاتون‌آباد نامیده‌اند(۳).
درتاریخ شهربابک آمده‌است: لاله خاتون، در آبادی دهشتران زحماتی کشیده و در آنجا مالک قنوات و املاکی بوده‌است. قریهٔ خاتون‌آباد، هنوز با نام او آباد است و خرابه‌های «قصر نعم» یا «ولی النعم» از آثار لاله خاتون مشهور است.
میان روذان و شهربابک «ده شتران» که آن را به عربی «قریه الجمال» می‌نامند واقع بود. پادشاه خاتون از زنان عالم، فاضل، شاعر و فرمانروا. پدرش سلطان قطب‌الدین محمد (۶۵۵ ق) حاکم کرمان و مادرش عصمت‌الدین قتلغ ترکان معروف به ترکان خاتون بود. او فضایل و کمالات فراوان داشت. ناصرالدین منشی کرمانی در سمط العلی للحضره العلیا- که بیست سال پس از مرگ پادشاه خاتون تألیف کرده- وی را زنی «عادله عاقله فاضله کریمه متفضله بلند نهمت والاهمت خوب صورت با طهارت و عفت» توصیف می‌کند. پدرش لباس مردانه بر تن او می‌کرد و وی را سلطان حسن شاه می‌نامید. پادشاه خاتون به علما و ادبا توجه خاص داشت. به نوشته تاریخ کرمان «در زمان سلطنت او به کرمان، علما و فضلا را رعایت و احترام می‌فرمود و غالب اوقات در مجلس او صحبت علمی داشته می‌شد.» وی خطّ نسخ را به زیبایی تمام می‌نوشت و شعر را نیز نیکو می‌گفت. وی قرآن‌ها و کتاب‌های متعددی به خطّ خودش نوشت که پس از او در کرمان و دیگر ولایات موجود بوده و به گفته ناصرالدین منشی «بر فضل و هنروری و وفور کمال و دانشوری او دلیلی واضح است.» در مدّت کوتاه سلطنتش به عدل و داد رفتار کرد و مدارس و عمارات متعدّدی بنا کرد و اوقافی برای آن‌ها منظور نمود. 
استاد دکتر باستانی پاریزی دو قنات «شیب تل» و «آبشار خاتون‌آباد» را از شاهکارهای قنات در ایران می‌داند. همچنین می‌نویسد: خاتون‌آباد هم که در پنج فرسنگی پاریز است و بزرگ‌ترین کورهٔ ذوب مس در کنار آن ساخته می‌شود و قرار است تمام خاک حاوی مس منطقه به توبره بکشد و در کوره خود تبدیل به مس بکند و صدها هزار تُن مس صادر کند از آبادانی‌های ترکان خاتون است و هم‌اکنون آب قنات آن، و آب ده‌ها چاه عمیق اطراف آن پمپاژ می‌شود و به دریاچه‌های بالای ذوب مس سرچشمه می‌رسد و آنجا ضمن سرد کردن کوره‌ها، بخار هوا می‌شود و به آسمان می‌رود (۴).
آبادی‌های حومهٔ این شهر عبارتند از: ملک‌آباد، حسین‌آباد، دهنو، کهنوییه، سلیمانیه، فتح‌آباد، جویان، رضاآباد، تلمبه‌های برادران هجری، روستای ولی عصر (عج)، شیب تل و…. که قلعهٔ جویان از آثار کهن در منطقه، چندین سال قبل تخریب شده‌است.
دشت خاتون‌آباد با وسعت ۳۸۴۱ کیلومترمربع در شمال شرقی و جنوب بر روی منابع آب و سفره زیرزمینی شهربابک قرار دارد و عمیق‌ترین منطقه از سفرهٔ آب زیر زمینی شهربابک در خاتون‌آباد واقع شده‌است. حوضهٔ آبریز شهربابک – خاتون‌آباد در حوزهٔ مرکزی و حوضهٔ فرعی آبریز ابرکوه – سیرجان واقع شده که دربخش انتهایی ارتفاعات زاگرس و رشته کوه‌های مرکزی ایران قرار دارد و وسعت حوضهٔ خاتون آباد ۱۴۴۲ کیلومترمربع است؛ تغذیهٔ دشت خاتون‌آباد از تپه ماهورهای ناحیهٔ شرق صورت می‌گیرد.
دشت‌ها و مراتع منطقهٔ خاتون‌آباد از مرغوب‌ترین مراتع شهرستان شهربابک می‌باشد و به سبب پوشش گیاهی متنوع آن، دامداری در این منطقه از رونق خاصّی برخوردار است. فراوانی بوته‌های (درمنه) جاز، قیچ، خارخسک، عسلان (سرشو) و… به همراه ده‌ها نوع از گیاهان و گل‌های بهاری در فصل بهار، زیبایی خاصی را به منطقه می‌دهد. زمین‌های کشاورزی خاتون‌آباد بیشتر به کاشت پسته اختصاص دارد و می‌توان این منطقه را یکی از مناطق پسته خیز شهرستان شهربابک نامید. معادن سنگ آهک و سنگ‌های ساختمانی در پیرقوچان و چاه گز، و معادن براکس، از معادن و مواد کانی خاتون‌آباد می‌باشند.
درحدود سال ۱۸۸۵ میلادی، مستر کمبل نیوزیلندی برای استخراج «بوره» در خاتون‌آباد فعالیت‌هایی کرده بود (۵).
منطقهٔ خاتون‌آباد با احداث کارخانهٔ ذوب مس و فرومولیبد ن و انجام طرح‌های توسعه، در حال تبدیل شدن به یک منطقهٔ عظیم صنعتی می‌باشد.
کارخانه ذوب مس خاتون‌آباد در زمینی به مساحت ۹۰هزار متر مربع در شمال خاتون‌آباد واقع در ۴۵ کیلومتری مجتمع مس سرچشمه واقع گردیده است و دلایل احداث آن، بالا بودن نرخ بیکاری، وجود منابع آب کافی، قرارگرفتن در مسیر ذوب مس سرچشمه، نزدیکی به راه‌آهن، فاصله از شهر و وجود دشتی وسیع می‌باشد.